# Piona rubrapes
Piona rubrapes är en kvalsterart som beskrevs av Marshall 1924. Piona rubrapes ingår i släktet Piona och familjen Pionidae. Inga underarter finns listade i Catalogue of Life.